# Andijk
Andijk (Andik en frisio) es una aldea del municipio de Medemblik, a orillas del lago Ijssel, en la Provincia de Holanda Septentrional, Países Bajos. Hasta el 1 de enero de 2011 fue un municipio independiente. Antes de su fusión contaba con 6488 habitantes, incluyendo sus pedanías, y una superficie de 47,70 km², de los cuales 26,71 km² de agua.
El nombre Andijk proviene del neerlandés aan de dijk, «en el dique». En 1667 se construyó una pequeña iglesia, y durante la ocupación napoleónica, el 1 de enero de 1812, Andijk se convirtió en una localidad independiente, según el decreto imperial del 21 de octubre de 1811. El 1 de enero de 2011, el municipio de Andijk se fusionó con Wervershoof y Medemblik, para formar el nuevo municipio de Medemblik.
Andijk tiene suelo arcilloso fértil, utilizado para la agricultura y la horticultura. Es también un importante suministrador de agua potable para la provincia de Holanda Septentrional gracias a la estación de bombeo Juliana.

## Noticias regionales
- De Andijker (en neerlandés) es el diario local desde 1921 disponible ahora en Internet. Contiene noticias diarias y fotos históricas de la ciudad y sus habitantes.